# Brachycladium
Brachycladium es un género que tiene asignada 72 especies de orquídeas. Son nativas de Sudamérica.
El género fue propuesto por Luer en 2005 para acoger las especies del subgénero homónimas incluidas en el género Lepanthes.

## Descripción
Son plantas rastreras cuyas especies son largas, con muchas ramas, con los pétalos de las flores más anchos que largos y el labelo sin apéndices. Su especie tipo es Lepanthes nummularia.

## Taxonomía
El género fue descrito por Carlyle A. Luer en Monographs in systematic botany from the Missouri Botanical Garden 103: 307. 2005.

## Lista de especies deBrachycladium
1. Brachycladium ariasianum (Luer & L.Jost) Luer, Monogr. Syst. Bot. Missouri Bot. Gard. 103: 307 (2005).
2. Brachycladium cardiocheilum (Luer & R.Escobar) Luer, Monogr. Syst. Bot. Missouri Bot. Gard. 103: 307 (2005).
3. Brachycladium catellum (Luer & R.Escobar) Luer, Monogr. Syst. Bot. Missouri Bot. Gard. 103: 307 (2005).
4. Brachycladium chilopse (Luer & Hirtz) Luer, Monogr. Syst. Bot. Missouri Bot. Gard. 103: 307 (2005).
5. Brachycladium ciliare (Luer & Hirtz) Luer, Monogr. Syst. Bot. Missouri Bot. Gard. 103: 307 (2005).
6. Brachycladium compositum (Luer & R.Escobar) Luer, Monogr. Syst. Bot. Missouri Bot. Gard. 103: 307 (2005).
7. Brachycladium cordilabium (Luer) Luer, Monogr. Syst. Bot. Missouri Bot. Gard. 103: 307 (2005).
8. Brachycladium dactylum (Garay) Luer, Monogr. Syst. Bot. Missouri Bot. Gard. 103: 307 (2005).
9. Brachycladium destitutum (Luer & R.Escobar) Luer, Monogr. Syst. Bot. Missouri Bot. Gard. 103: 307 (2005).
10. Brachycladium erepse (Luer & Hirtz) Luer, Monogr. Syst. Bot. Missouri Bot. Gard. 103: 307 (2005).
11. Brachycladium exiguum (Luer & L.Jost) Luer, Monogr. Syst. Bot. Missouri Bot. Gard. 103: 307 (2005).
12. Brachycladium geminipetalum (Luer & J.Portilla) Luer, Monogr. Syst. Bot. Missouri Bot. Gard. 103: 307 (2005).
13. Brachycladium hippocrepicum (Luer & R.Escobar) Luer, Monogr. Syst. Bot. Missouri Bot. Gard. 103: 307 (2005).
14. Brachycladium irrasum (Luer & R.Escobar) Luer, Monogr. Syst. Bot. Missouri Bot. Gard. 103: 307 (2005).
15. Brachycladium lunare (Luer) Luer, Monogr. Syst. Bot. Missouri Bot. Gard. 103: 307 (2005).
16. Brachycladium lupulum (Luer & Hirtz) Luer, Monogr. Syst. Bot. Missouri Bot. Gard. 103: 307 (2005).
17. Brachycladium lynnianum (Luer) Luer, Monogr. Syst. Bot. Missouri Bot. Gard. 103: 307 (2005).
18. Brachycladium micropetalum (L.O.Williams) Luer, Monogr. Syst. Bot. Missouri Bot. Gard. 103: 307 (2005).
19. Brachycladium monilium (Luer & R.Escobar) Luer, Monogr. Syst. Bot. Missouri Bot. Gard. 103: 307 (2005).
20. Brachycladium nummularium (Rchb.f.) Luer, Monogr. Syst. Bot. Missouri Bot. Gard. 103: 307 (2005).
21. Brachycladium octocornutum (Luer) Luer, Monogr. Syst. Bot. Missouri Bot. Gard. 103: 307 (2005).
22. Brachycladium pendens (Garay) Luer, Monogr. Syst. Bot. Missouri Bot. Gard. 103: 307 (2005).
23. Brachycladium persimile (Luer & Sijm) Luer, Monogr. Syst. Bot. Missouri Bot. Gard. 103: 307 (2005).
24. Brachycladium pholeter (Luer) Luer, Monogr. Syst. Bot. Missouri Bot. Gard. 103: 307 (2005).
25. Brachycladium pilosellum (Rchb.f.) Luer, Monogr. Syst. Bot. Missouri Bot. Gard. 103: 307 (2005).
26. Brachycladium platysepalum (Luer & R.Escobar) Luer, Monogr. Syst. Bot. Missouri Bot. Gard. 103: 308 (2005).
27. Brachycladium pseudocaulescens (L.B.Sm. & S.K.Harris) Luer, Monogr. Syst. Bot. Missouri Bot. Gard. 103: 308 (2005).
28. Brachycladium ricii (Luer & R.Vásquez) Luer, Monogr. Syst. Bot. Missouri Bot. Gard. 103: 308 (2005).
29. Brachycladium stalactites (Luer & Hirtz) Luer, Monogr. Syst. Bot. Missouri Bot. Gard. 103: 308 (2005).
30. Brachycladium triangulare (Luer) Luer, Monogr. Syst. Bot. Missouri Bot. Gard. 103: 308 (2005).
31. Brachycladium tridactylum (Luer) Luer, Monogr. Syst. Bot. Missouri Bot. Gard. 103: 308 (2005).
32. Brachycladium ursulum (Luer & R.Escobar) Luer, Monogr. Syst. Bot. Missouri Bot. Gard. 103: 308 (2005).
33. Brachycladium viebrockianum (Luer & L.Jost) Luer, Monogr. Syst. Bot. Missouri Bot. Gard. 103: 308 (2005).
34. Brachycladium villosum (Løjtnant) Luer, Monogr. Syst. Bot. Missouri Bot. Gard. 103: 308 (2005), no basionym page.
35. Brachycladium werneri (Luer) Luer, Monogr. Syst. Bot. Missouri Bot. Gard. 103: 308 (2005).